# Lichter der Stadt
Lichter der Stadt (trad.: "Luzes da Cidade") é o sétimo álbum da banda alemã Unheilig. Foi lançado em 16 de março de 2012 contendo 16 faixas na edição padrão e 26 na edição limitada. A capa do álbum mostra uma avenida iluminada durante a noite com vários estabelecimentos fazendo referência a algumas músicas do álbum e a alguns lançamentos anteriores da banda.
Em apenas 3 dias depois do lançamento na Alemanha, mais de 100.000 cópias foram vendidas e atingiu o status de ouro. Hoje, mais de 1 milhão de cópias já foram vendidas.
"Lichter der Stadt" alcançou o primeiro lugar nas paradas na Alemanha, na Áustria e na Suíça.

## Lista de Faixas
| N.º            | Título                                  | Duração |  |
| 1.             | "Das Licht"                             | 3:36    |  |
| 2.             | "Herzwerk"                              | 3:35    |  |
| 3.             | "So wie du warst"                       | 3:51    |  |
| 4.             | "Tage wie Gold"                         | 3:35    |  |
| 5.             | "Wie wir waren" (Part. Andreas Bourani) | 3:40    |  |
| 6.             | "Unsterblich"                           | 4:01    |  |
| 7.             | "Feuerland"                             | 3:44    |  |
| 8.             | "Lichter der Stadt"                     | 4:16    |  |
| 9.             | "Ein guter weg"                         | 3:54    |  |
| 10.            | "Ein grosses leben"                     | 3:35    |  |
| 11.            | "Brenne auf"                            | 3:49    |  |
| 12.            | "Zeitreise" (Part. Xavier Naidoo)       | 4:01    |  |
| 13.            | "Das leben ist Schön"                   | 3:43    |  |
| 14.            | "Eisenmann"                             | 4:23    |  |
| 15.            | "Vergessen"                             | 4:14    |  |
| 16.            | "Die Stadt" (Instrumental)              | 6:02    |  |
| Duração total: | Duração total:                          | 1:03:16 |  |

### Faixas da Edição Limitada (CD 2)
| N.º | Título                              | Duração |  |
| 1.  | "Brenne auf" (Demoversion)          | 3:35    |  |
| 2.  | "Das leben ist Schön" (Demoversion) | 3:33    |  |
| 3.  | "So wie du warst" (Demoversion)     | 3:22    |  |
| 4.  | "Ein grosses leben" (Demoversion)   | 4:18    |  |
| 5.  | "Ein guter weg" (Demoversion)       | 4:00    |  |
| 6.  | "Herzwerk" (Demoversion)            | 3:59    |  |
| 7.  | "Wie wir waren" (Demoversion)       | 3:41    |  |
| 8.  | "Unsterblich" (Demoversion)         | 3:58    |  |
| 9.  | "Vergessen" (Demoversion)           | 3:18    |  |
| 10. | "Zeitreise" (Demoversion)           | 5:01    |  |

## Edição Especial "Lichter der Stadt (Winter Edition)"
Winter Edition é uma edição especial de "Lichter der Stadt" que contém canções da edição padrão e um CD Extra com canções inéditas.

### CD 1
| N.º | Título                                  | Duração |  |
| 1.  | "Das Licht"                             | 3:36    |  |
| 2.  | "Herzwerk"                              | 3:35    |  |
| 3.  | "Stark 2012"                            | 3:33    |  |
| 4.  | "So wie du warst"                       | 3:51    |  |
| 5.  | "Tage wie Gold"                         | 3:35    |  |
| 6.  | "Wie wir waren" (Part. Andreas Bourani) | 3:40    |  |
| 7.  | "Unsterblich"                           | 4:01    |  |
| 8.  | "Feuerland"                             | 3:44    |  |
| 9.  | "Lichter der Stadt"                     | 4:16    |  |
| 10. | "Ein guter weg"                         | 3:54    |  |
| 11. | "Ein grosses leben"                     | 3:35    |  |
| 12. | "Brenne auf"                            | 3:49    |  |
| 13. | "Zeitreise" (Part. Xavier Naidoo)       | 4:01    |  |
| 14. | "Das leben ist Schön"                   | 3:43    |  |
| 15. | "Eisenmann"                             | 4:23    |  |
| 16. | "Vergessen"                             | 4:14    |  |
| 17. | "Die Stadt" (Instrumental)              | 6:02    |  |

### CD 2
| N.º | Título                                               | Duração |  |
| 1.  | "Sonne" (Schiller Part. Unheilig)                    | 4:28    |  |
| 2.  | "Auf ewig"                                           | 3:55    |  |
| 3.  | "Stark 2012" (Henning Verlage Version)               | 3:31    |  |
| 4.  | "Unsterblich" (Spezial Version)                      | 3:33    |  |
| 5.  | "Unter deiner Flagge" (Live bei den NRW Lokalradios) | 4:59    |  |
| 6.  | "Lichter der Stadt" (Live bei den NRW Lokalradios)   | 4:17    |  |
| 7.  | "Unsterblich" (Live bei den NRW Lokalradios)         | 4:23    |  |
| 8.  | "Geboren um zu leben" (Live bei den NRW Lokalradios) | 4:52    |  |
| 9.  | "Tage wie Gold" (Live bei den NRW Lokalradios)       | 3:57    |  |
| 10. | "So wie du warst" (Live bei den NRW Lokalradios)     | 4:13    |  |
| 11. | "Grosse Freiheit" (Live bei den NRW Lokalradios)     | 3:53    |  |
| 12. | "Ein grosses leben" (Live bei den NRW Lokalradios)   | 3:58    |  |
| 13. | "Vergessen" (Live bei den NRW Lokalradios)           | 3:38    |  |
| 14. | "Ein guter weg" (Live bei den NRW Lokalradios)       | 4:05    |  |
| 15. | "Für immer" (Live bei den NRW Lokalradios)           | 3:32    |  |
| 16. | "Stark" (Live bei den NRW Lokalradios)               | 3:12    |  |
| 17. | "Mein Stern" (Live bei den NRW Lokalradios)          | 5:38    |  |
| 18. | "Sage ja!" (Live bei den NRW Lokalradios)            | 3:26    |  |

## Posição nas paradas
| Paradas  | Posição |
| -------- | ------- |
| Alemanha | 1       |
| Áustria  | 1       |
| Suíça    | 1       |

## Créditos
- Der Graf - Vocais/Composição/Letras/Produção
- Christoph "Licky" Termühlen - Guitarra
- Henning Verlage - Teclados/Programação/Produção
- Martin "Potti" Potthoff - Bateria
- Roland Spremberg - Produção